# Núria Casado i Gual
Núria Casado i Gual (Lleida, 1975) és una dramaturga i professora catalana, especialitzada en el gènere teatral. L'any 2004 va co-fundar la companyia Nurosfera.
Com a autora de teatre, ha publicat MusiCat: peça sobre la història de Catalunya per a cinc músics i una actriu (2009, produïda per la companyia L'Intèrpret entre 2007 i 2009); Estimada Sarah (2010, guanyadora del Premi Les Talúries 2010 al Millor Text Teatral); El Projecte Dànau (2013, representada per la companyia Nurosfera entre 2013 i 2014); Ostranenie (2015, VII Premi Lluís Solà i Sala el 2014) i La comèdia dels quatre quadres (2015, Premi de Teatre Pepe Alba 2014).
Pel que fa a l'àmbit acadèmic, Casado és professora de la Universitat de Lleida, especialitzada en estudis de teatre, la literatura afro-caribenya i la literatura contemporània en anglès. En aquesta llengua ha dirigit el taller escènic universitari, amb espectacles com ara Twilight: Some Sort of Literary Pilgrimage (2011), The Love Museum: A Shakespearean Collection (2013) i Willy and His Girls: A Shakespearean Fantasy (2014).